# Municipio de Santo Tomás Tamazulapan
El municipio de Santo Tomás Tamazulapan es uno de los 570 municipios del estado mexicano de Oaxaca. Su cabecera es la localidad de Santo Tomás Tamazulapan.

## Geografía
El municipio de Santo Tomás Tamazulapan colinda al norte con el municipio de Miahuatlán de Porfirio Díaz, al este y sur con el municipio de San Andrés Paxtlán, y al oeste con el municipio de Santa Lucía Miahuatlán.

## Localidades
El municipio de Santo Tomás Tamazulapan cuenta con seis localidades.
| Localidad               | Población (2020) |
| ----------------------- | ---------------- |
| Santo Tomás Tamazulapan | 2021             |
| Los Manantiales         | 250              |
| El Cerrito              | 216              |

## Gobierno
El municipio de Santo Tomás Tamazulapan se rige mediante el sistema de usos y costumbres.
| Presidente municipal          | Periodo   |
| ----------------------------- | --------- |
| Ponciano Pinacho Jarquín      | 1996-1998 |
| Joaquín Santos Pacheco        | 1999-2001 |
| Israel Santos Pinacho         | 2002-2004 |
| Basilidis Santiago Sierra     | 2005-2007 |
| Pedro Mendoza Cortés          | 2008-2010 |
| Constantino Hernández Pinacho | 2011-2013 |
| Gilberto Mendoza Cortés       | 2013-2016 |
| Juan Pablo Santos Mendoza     | 2017-2019 |
| Adán Pinacho Cortés           | 2020-2022 |
| Juan Cortés Pinacho           | 2023-2025 |